# Acanthogorgia vegae
Acanthogorgia vegae is een zachte koraalsoort uit de familie Acanthogorgiidae. De koraalsoort komt uit het geslacht Acanthogorgia. Acanthogorgia vegae werd in 1931 voor het eerst wetenschappelijk beschreven door Aurivillius. 